# Dorysthenes davidis
Dorysthenes davidis là một loài bọ cánh cứng trong họ Cerambycidae.